# Église protestante française de Londres
L'Église protestante française de Londres (en anglais, French Protestant Church of London)  est une Église réformée qui sert la communauté francophone de Londres depuis 1550. Son temple, situé à Soho Square, est l'œuvre de l'architecte Aston Webb. L'Église est membre de la Communauté d’Églises protestantes francophones (CEEFE) et en relation avec la Fédération protestante de France. Elle est l'une des deux Églises protestantes francophones en Angleterre, avec l'Église française de Canterbury.

## Histoire
L'Église est fondée par charte royale le 24 juillet 1550 pour les réfugiés protestants du continent, en particulier francophones (huguenots et wallons) et flamands. Afin de renforcer le protestantisme en Angleterre, le roi Édouard VI, fils d’Henri VIII, invite à sa cour des théologiens étrangers, dont Jean de Lasco, théologien protestant polonais. Celui-ci intervient auprès de la cour et de l’archevêque de Cantorbéry, Thomas Cranmer, pour obtenir la fondation d’une Église des étrangers (Strangers' Church) séparée de l'Église d'Angleterre.  
Édouard VI nomme Jean de Lasco surintendant de l'Église et appointe quatre pasteurs, deux francophones et deux flamands. Le roi donne à l'Église des étrangers un lieu de culte à Austin Friars (en), dans la Cité de Londres. Dès octobre 1550, la congrégation francophone acquiert un temple séparé dans Threadneedle Street, à quelques dizaines de mètres du lieu de culte d'Austin Friars où restent les germanophones et les flamands.
L'accès de Marie Tudor au trône, en 1554, force les églises étrangères à se disperser. De nombreux protestants, Anglais compris, doivent s'exiler pour fuir les persécutions. Jean de Lasco finit sa vie sur le continent. Après son accession au trône, Élisabeth Ire restaure la charte de 1550 et, avec elle, la liberté de culte pour les protestants étrangers. Elle est cependant soucieuse d'éviter que les églises étrangères ne suscitent des troubles et décide, par mesure de précaution, que la surintendance laissée vacante par le réformateur polonais sera dorénavant assurée par l'évêque anglican de Londres ''ex officio (c'est-à-dire, en vertu de son rang). Conformément aux dispositions de la charte, la nomination des pasteurs reste soumise à l'approbation royale. En 1560, à la demande des huguenots de Londres, Jean Calvin envoie un homme de confiance, le pasteur Nicolas Des Gallars, pour aider à rétablir la jeune congrégation. Dès 1561, la première discipline propre à l'Église française est adoptée, intitulée la Forme de police ecclésiastique instituée à Londres en l'Église des Français.
Les représentants des Églises réformées issues de la charte de 1550, parmi lesquelles figurent durant une période une église italienne et une église espagnole, se réunissent en une assemblée appelée le Coetus. L'Église participe aussi à des synodes avec les autres églises francophones qui voient le jour en Angleterre et qui la considèrent comme leur église-mère. En 1641, un synode adopte pour toutes les églises une version modifiée de la Discipline de 1561.
Au XVIIe siècle, les persécutions en France, qui culminent en 1685 par la révocation de l'édit de Nantes par Louis XIV, provoquent l'exil de nombreux protestants. Entre 40 000 et 50 000 réfugiés huguenots arrivent en Grande-Bretagne. L'Église obtient en 1687 la permission royale de construire un second temple à Spitalfields qui reste en fonction jusqu'en 1809. En 1700, Londres compte jusqu'à 23 lieux de culte réformés francophones. Avec l'intégration des huguenots dans la société britannique, ce nombre diminue graduellement. L'Église protestante française de Londres à Soho Square est ainsi l'unique paroisse protestante francophone de Londres.

## Liens institutionnels et pasteurs
L'Église protestante française de Londres est membre de la Communauté d’Églises protestantes francophones (CEEFE), et en lien étroit avec la Fédération protestante de France. Avec l'Église protestante française de Canterbury, fondée au XVIe siècle par des protestants wallons et huguenots, elle est l'une des deux communautés protestantes francophones en Angleterre.
Le pasteur Jacques Saurin y exerce son ministère de 1701 à 1706. 
De 1991 à 2004, c'est la pasteure Leila Hamrat qui dessert la paroisse, première femme nommée à ce poste. Leila Hamrat va honorer son cahier des charges qui consiste à redynamiser cette paroisse historique : le journal La Croix relève en 2000 que 70 % des paroissiens ont entre 35 et 45 ans.
Stéphane Desmarais est le pasteur de l'Église depuis le 1er septembre 2013. Il est le 72e pasteur depuis la charte royale de 1550 et le 70e depuis Nicolas Des Gallars.

## Organisation
L'Église protestante française de Londres est une association caritative de droit anglais. Elle est en partie financée par une association caritative distincte qui gère les actifs de l'héritage huguenot et soutient diverses causes philanthropiques.
L'Église est dirigée par un consistoire. Le consistoire de l'EPFL est responsable pour les cultes et la bonne marche de l'Église ainsi que pour la préservation de la bibliothèque et des archives. Le pasteur en est membre ex officio.

## Galerie

Temple de l'Église protestante française de Londres
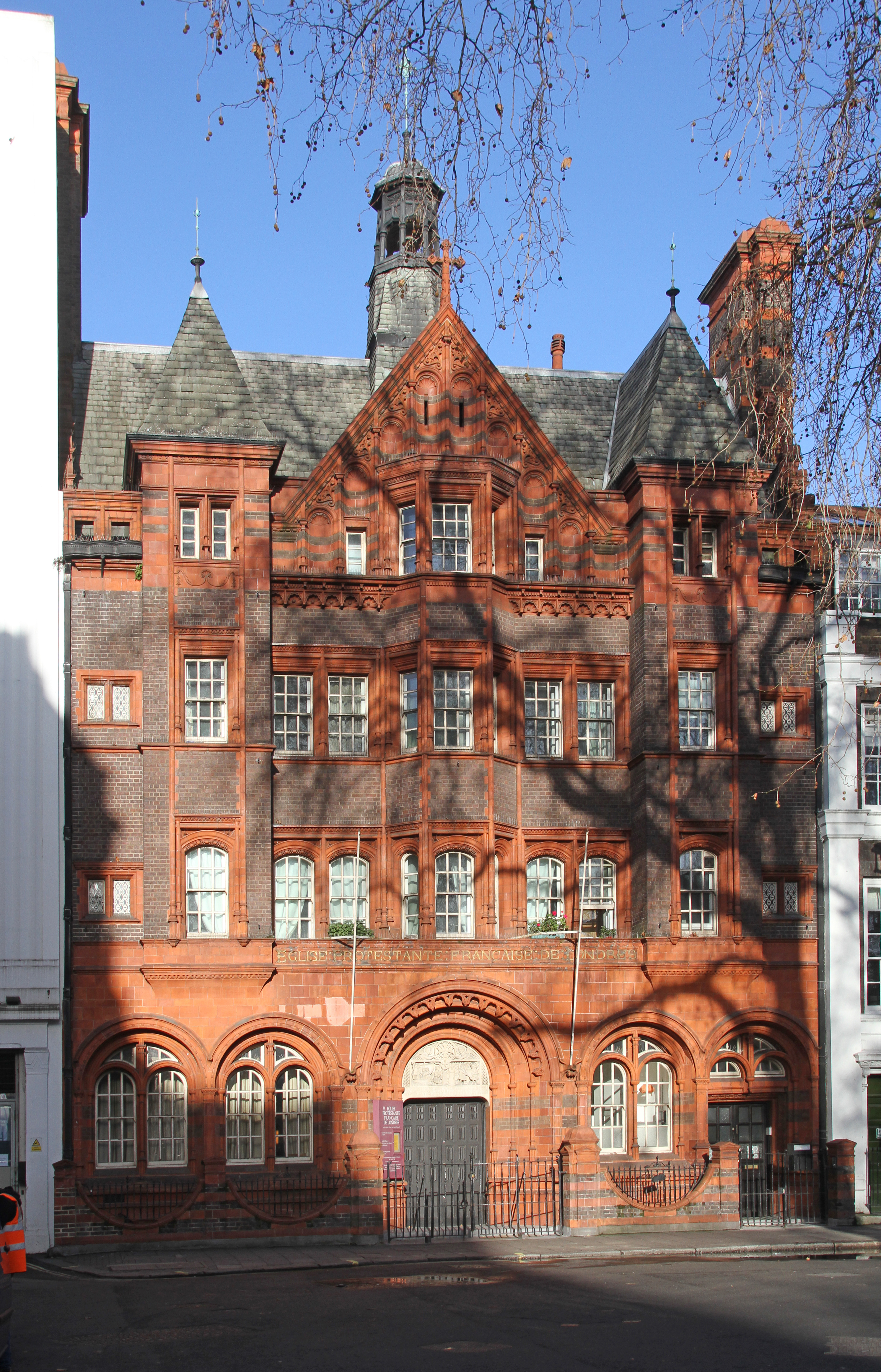
La façade du temple
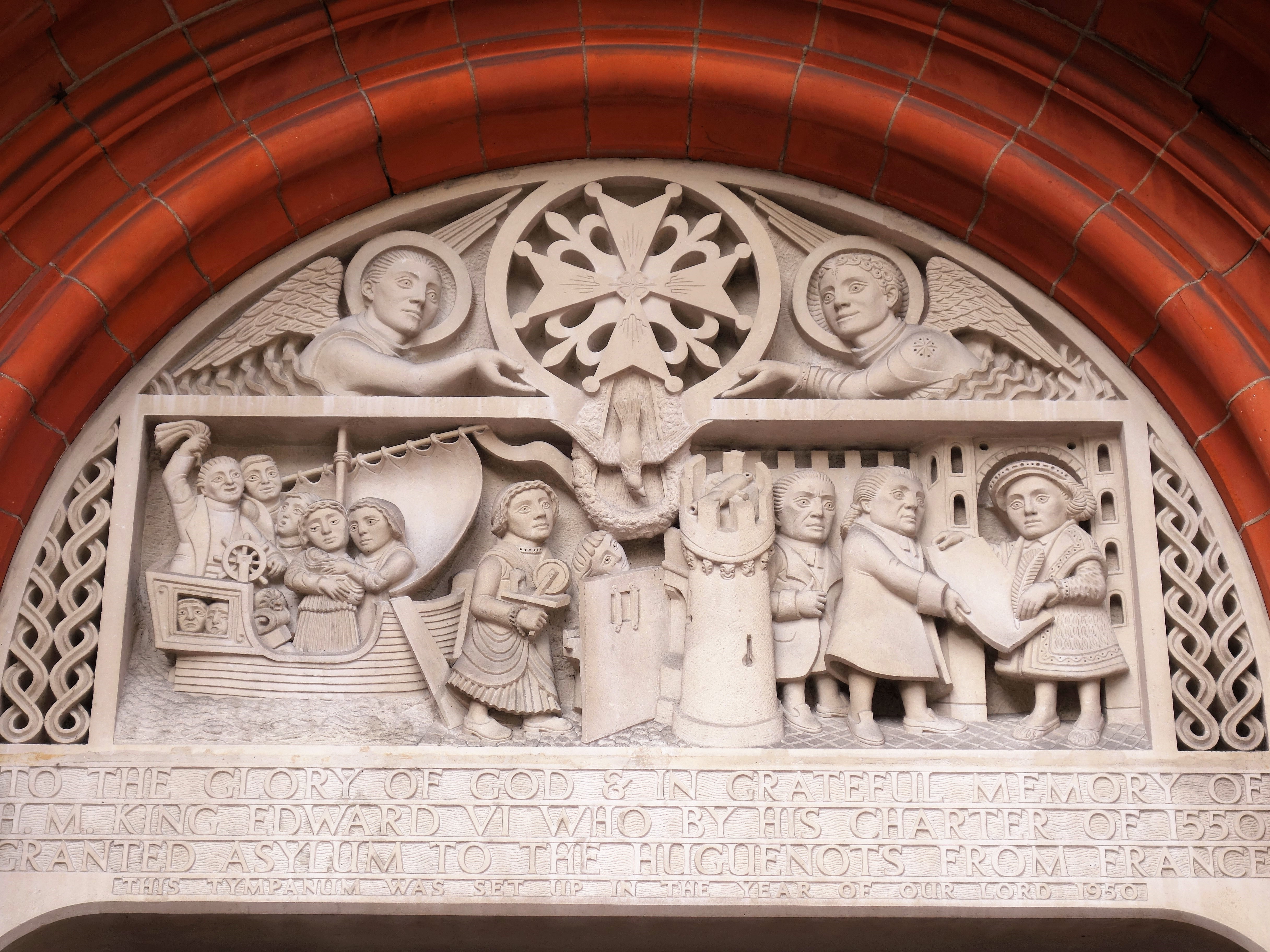
Tympan installé au-dessus de la porte du temple lors du 400e anniversaire de l'Église.
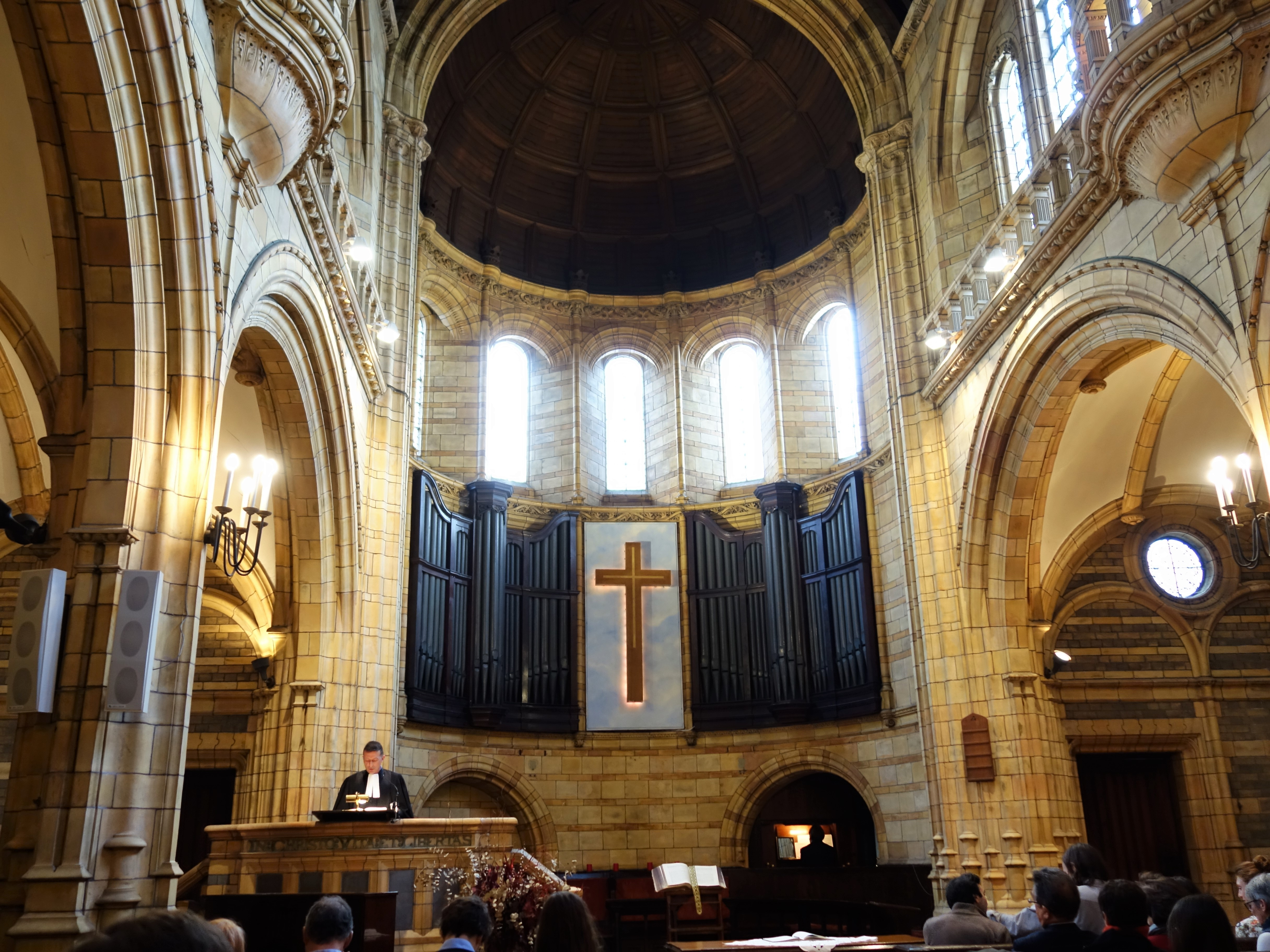
Culte avec le pasteur Stéphane Desmarais.

Guerres mondiales
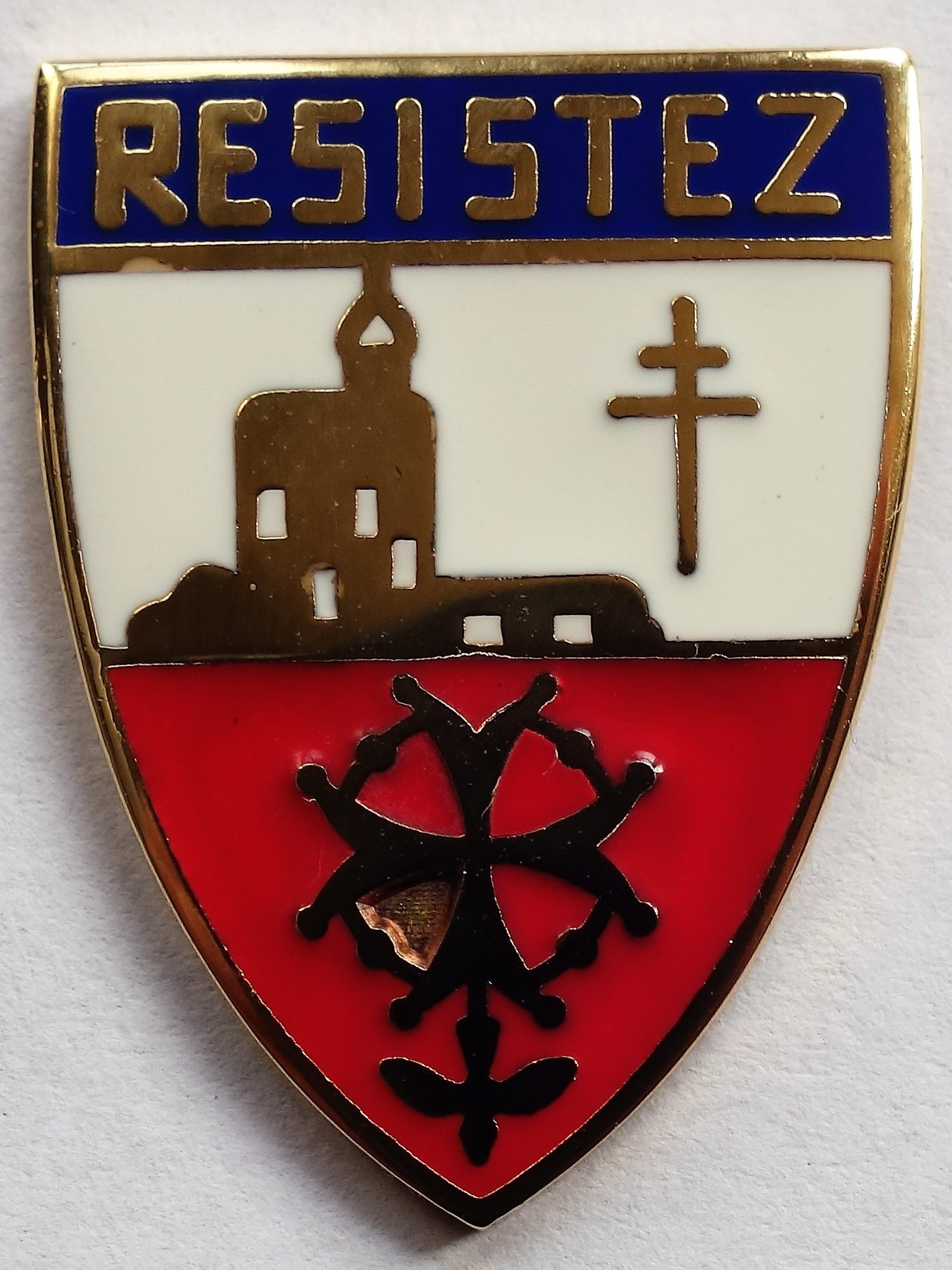
Le badge conçu par le pasteur Christol pour l'Église et les protestants des FFL (modèle 1942).
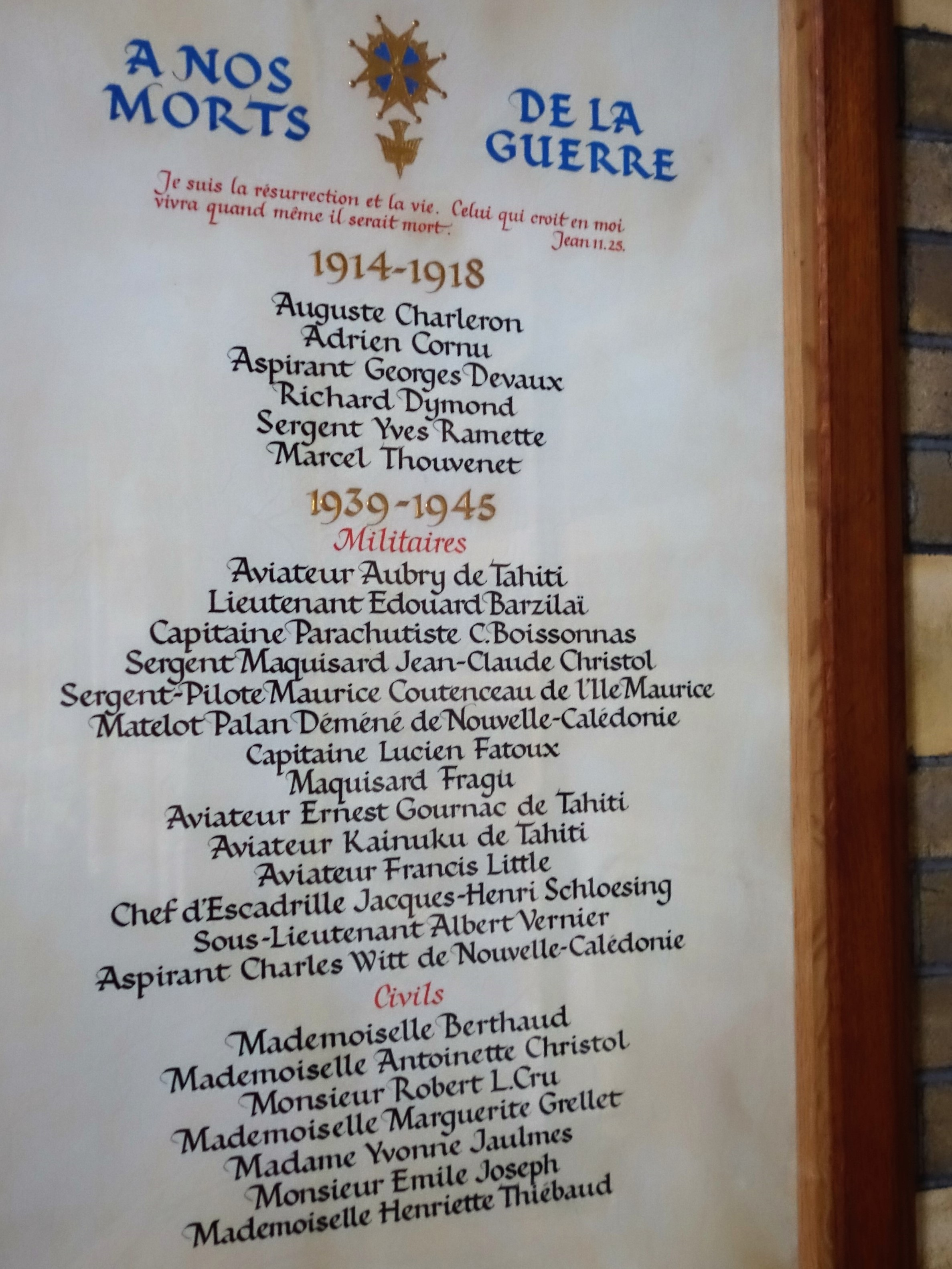
Plaque « à nos morts de la guerre » dans le temple.
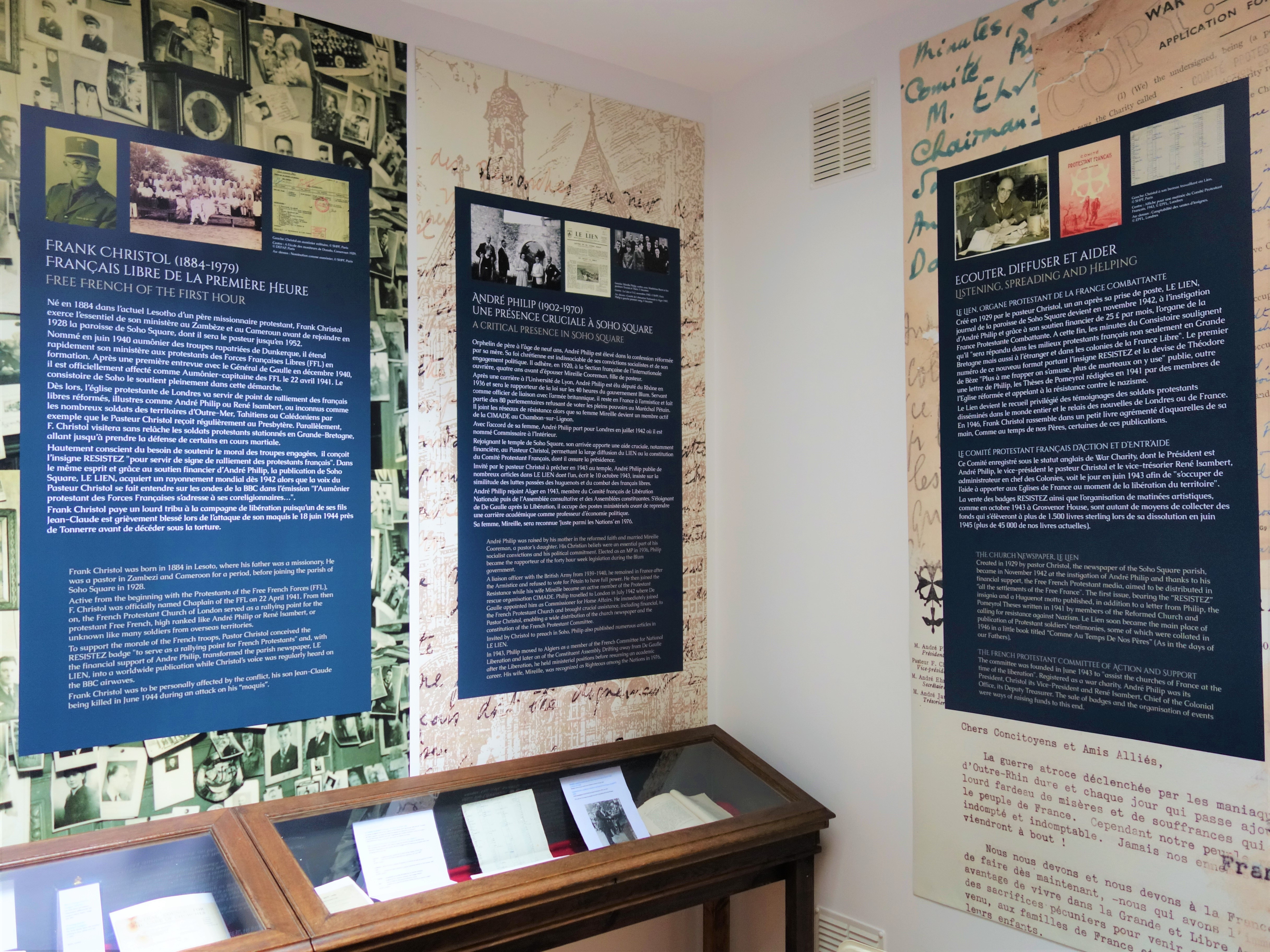
Musée sur la Seconde guerre mondiale dans le temple de l'EPFL.